# Ruth Ann Moorehouse
Ruth Ann Moorehouse, nota anche con lo pseudonimo di Ouisch (Toronto, 6 gennaio 1951), è una criminale canadese, ex membro della famiglia Manson.

## Biografia
Il 6 gennaio 1953 Ruth Ann Moorehouse nacque a Toronto in Canada. Figlia del pastore protestante Dean Moorehouse, Ruth visse un'infanzia tranquilla e aveva solo quindici anni quando incontrò Charles Manson per la prima volta. Fu proprio suo padre che le presentò Manson, Mary Brunner e Catherine Share quando lui, dopo avere dato un passaggio ai tre che stavano facendo l'autostop, decise di portarli a casa sua per indottrinarli secondo i suoi precetti religiosi.
Immediatamente dopo l'incontro, l'impressionabile adolescente Ruth, si fece completamente soggiogare dal carisma di Manson, che la convinse a scappare di casa per unirsi al suo gruppo in un viaggio in California. Secondo quanto riportato dal procuratore distrettuale Vincent Bugliosi nel suo libro Helter Skelter, il padre di Ruth si recò allo Spahn Ranch con l'intenzione di uccidere Manson per aver rapito sua figlia, ma finì anche lui per essere "soggiogato psicologicamente" da Charlie, arrivando addirittura a inginocchiarsi ai suoi piedi e adorarlo come una figura religiosa.
Ruth, presto soprannominata "Ouisch" dagli altri membri della setta, restò con la Family allo Spahn Ranch fino a dopo i famigerati omicidi dell'agosto 1969, fuggendo con gli altri membri della Family fino all'arresto dei principali imputati, e poi divenne presenza fissa all'esterno del tribunale di Los Angeles, insieme agli altri seguaci di Manson, per sostenere "i fratelli prigionieri del sistema" durante il processo per gli omicidi Tate-LaBianca. Come altri membri della Family, anche Ruth si incise una "X" sulla fronte come segno di solidarietà nei confronti di Manson, che aveva fatto la stessa cosa per "cancellarsi dall'establishment". Suo padre Deane Moorehouse divenne anch'esso un devoto sostenitore di Manson e il suo stile di vita lo fece precipitare in una spirale discendente che nel corso degli anni lo condusse a vari arresti e al carcere, fino alla sua morte avvenuta il 22 maggio 2010.
Ruth Ann venne alla fine arrestata per tentato omicidio, quando insieme ad altri quattro membri della Famiglia Manson (Lynette "Squeaky" Fromme, Catherine "Gypsy" Share, Steven "Clem" Grogan e Dennis Rice) cercò di impedire che Barbara Hoyt, ex seguace di Manson pentitasi, testimoniasse contro di lui al processo. "Ouisch" Moorehouse, accettò di accompagnare quest'ultima alle Hawaii. Lì, presumibilmente, la Moorehouse le diede da mangiare un hamburger arricchito con diverse dosi di LSD. La Hoyt fu trovata su un marciapiede di Honolulu in stato di semi-incoscienza indotta dalla droga, e portata in ospedale, fece del suo meglio per identificarsi come testimone nel processo per gli omicidi Tate-LaBianca. Prima dell'incidente, Barbara era stata un testimone riluttante; dopo il tentativo di zittirla, la sua reticenza scomparve del tutto.
In seguito, l'imputazione venne ridotta da tentato omicidio a intimidazione di un teste, tutti e cinque i membri della Family furono condannati a novanta giorni di prigione, ma Ruth Ann non scontò mai la condanna, fuggendo a Carson City, Nevada, e facendo perdere le proprie tracce.